# Xã Spencer, Quận Guernsey, Ohio
Xã Spencer (tiếng Anh: Spencer Township) là một xã thuộc quận Guernsey, tiểu bang Ohio, Hoa Kỳ. Năm 2010, dân số của xã này là 1.071 người.